# Oddział Teodora Cieszkowskiego

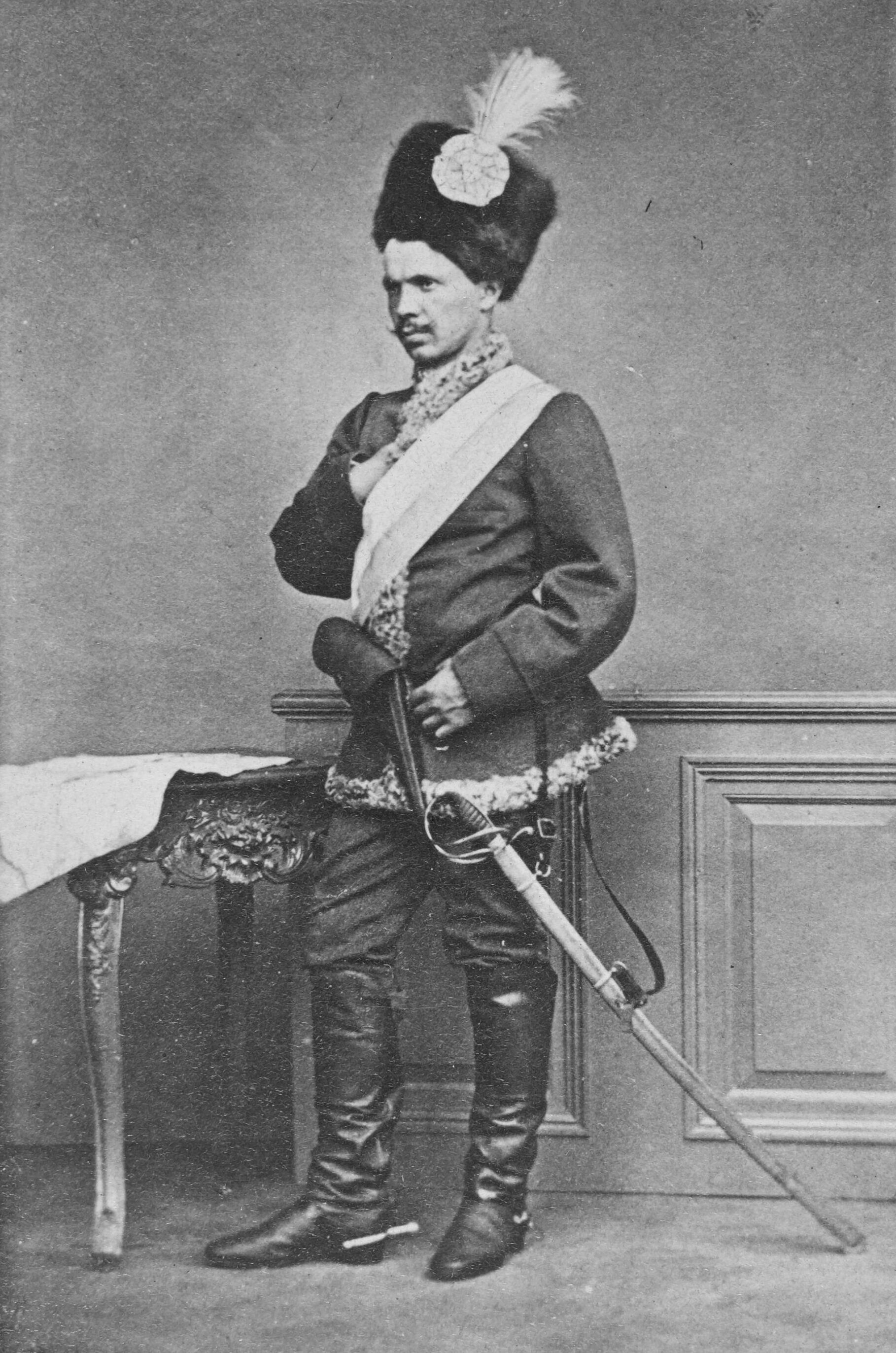
Teodor Cieszkowski

Oddział Teodora Cieszkowskiego – partia powstańcza kosynierów, a następnie jazdy okresu powstania styczniowego.
Oddział został sformowany na terenie Zagłębia Dąbrowskiego. Jego dowódcą był Teodor Cieszkowski, natomiast kapelanem – zakonnik Bonawentura Mańkowski.
5 lutego 1863 Apolinary Kurowski na czele swojego oddziału, liczącego wówczas 150 osób, wraz z 50-osobowym oddziałem kosynierów Teodora Cieszkowskiego, wyruszył ze Sławkowa do Maczek. Rosyjska załoga dworca w Maczkach, jak tylko dowiedziała się o wymarszu powstańców, uciekła.

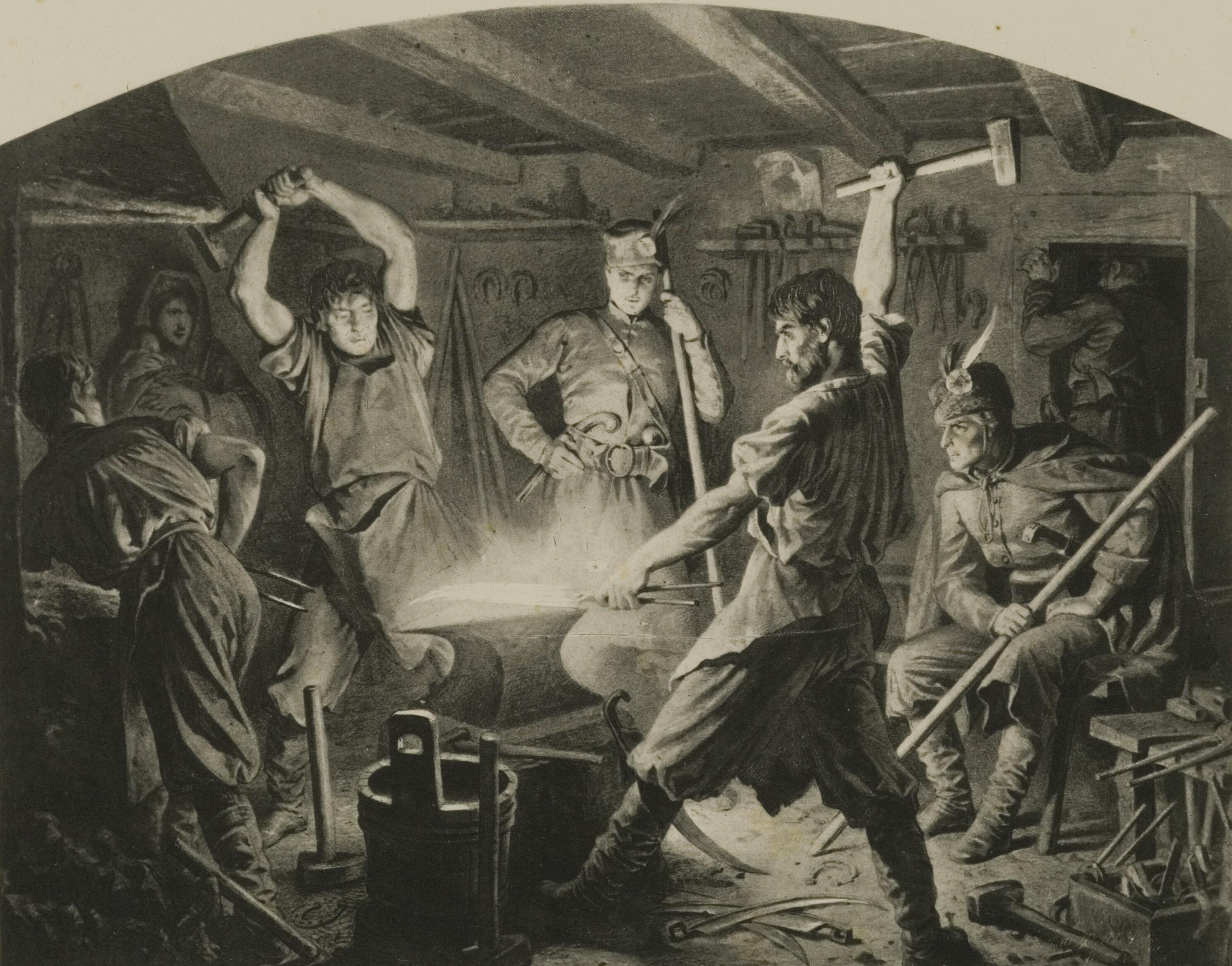
Kucie kos, grafika Artura Grottgera

Zdobycznym pociągiem, składającym się z 2 lokomotyw i 10 wagonów, powstańcy przejechali przez Ząbkowice i Dąbrowę do Sosnowic (obecnie Sosnowiec).
Rosjanie zabarykadowali się w budynku dworca kolejowego, lecz zostali otoczeni przez oddziały powstańczej piechoty.
Po długim ostrzale do ataku przystąpili kosynierzy, wskutek czego dworzec został zdobyty. W walkach tych Teodor Cieszkowski został ranny w rękę. Powstańcy zabrali duże ilości składowanych tam tytoniu i ołowiu, a także znaczną kwotę rubli w srebrze.
Teodor Cieszkowski za udział w walce został mianowany pułkownikiem. Pozostał w Dąbrowie z powodu odniesionych ran, pełniąc funkcję komendanta tego obszaru. Zorganizował nowy oddział złożony z 200 ochotników.
26 lutego 1863 roku oddział stoczył bitwę pod Pankami, a następnie 1 marca 1863 roku zwycięską bitwę pod Mrzygłodem.

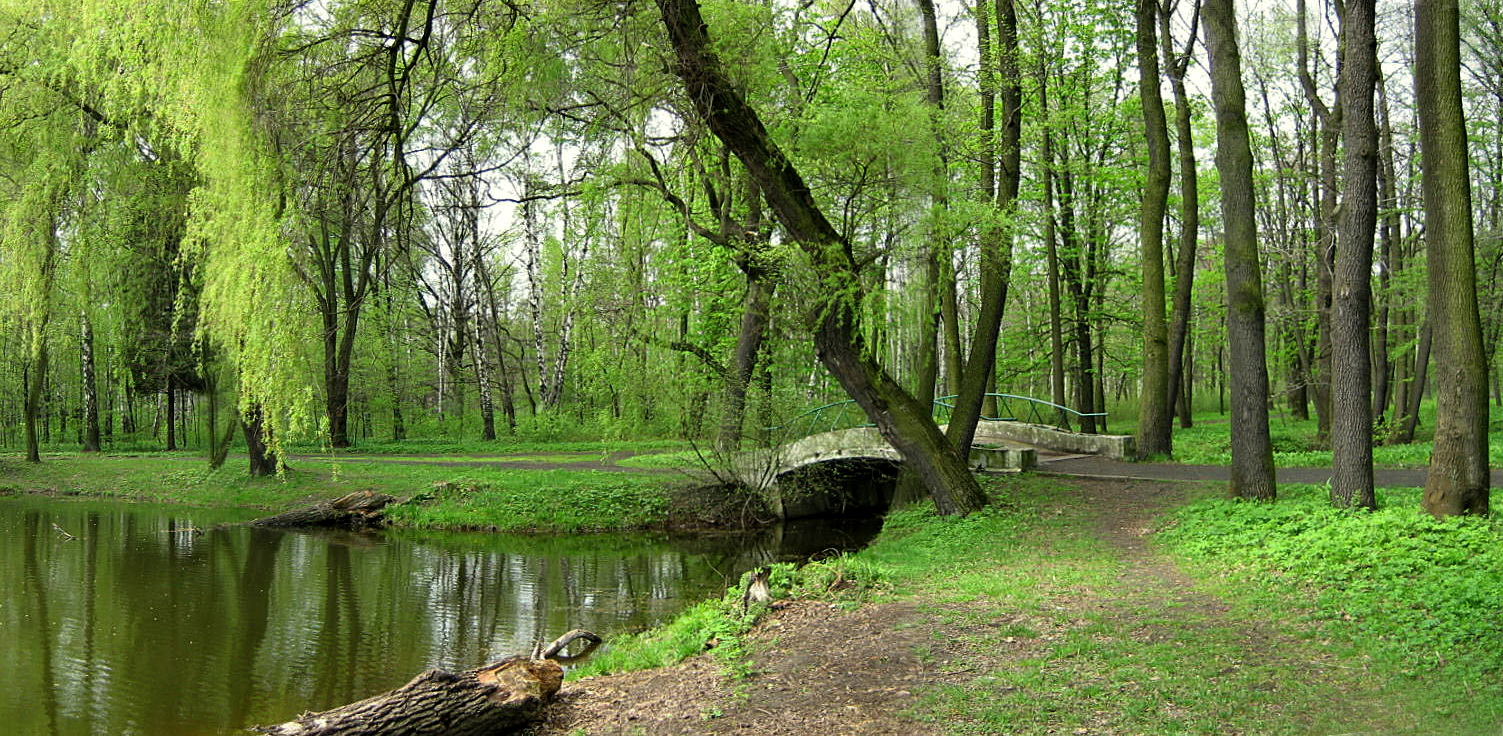
Dąbrowa, Park Zielona

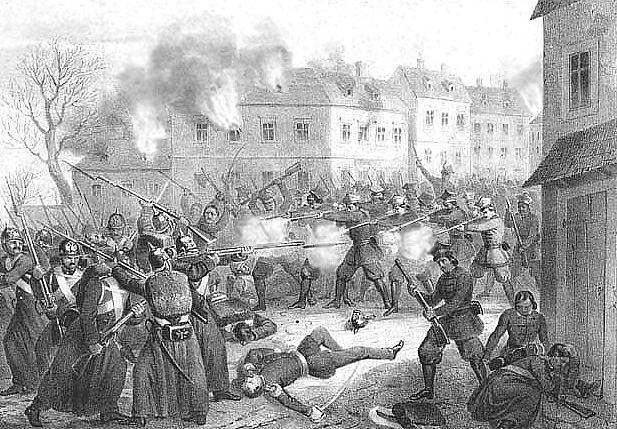
Bitwa pod Mrzygłodem

22 marca 1863 w bitwie pod Łazami zginął kapelan oddziału Cieszkowskiego Bonawentura Mańkowski. Następnie Cieszkowski poprowadził oddział w kaliskie, przekroczył Wartę niszcząc mosty w Działoszynie i Lisowicach. 27 marca 1863 pokonał w bitwie pod Radoszewicami oddział majora Pisanko z garnizonu wieluńskiego. 10  kwietnia 1863 Cieszkowski dysponujący 28-osobowym oddziałem konnym walczył z przeważającymi siłami rosyjskimi pod Broszęcinem. W starciu tym został ciężko ranny, wyniesiony z pola bitwy przez swojego adiutanta Siemińskiego i kilku innych żołnierzy do dworu Kozłowskich w Leśniakach, gdzie został dobity przez oficera rosyjskiego z garnizonu wieluńskiego, kpt. Rafałowicza.